# Dicranidae
Die Dicranidae sind eine Unterklasse der Laubmoose (Bryophyta).

## Merkmale
Das Protonema der Dicranidae ist in der Regel kurzlebig. Die Moospflänzchen sind von sehr klein bis groß. Die Laminazellen sind meist parenchymatisch. Die Rippen sind vom Typ Dicranum oder Pottia. Die Zellen sind entweder in Hyalocyten und Chlorocyten gegliedert (leucobryoid) oder einheitlich. Das Peristom ist vom Dicranum-Typ (haplolepid), mit 16 ganzen oder häufiger geteilten Peristomzellen.
Die häufigsten Chromosomenzahlen sind n = 12 bis 14.

## Systematik
Die Dicranidae sind eine morphologisch wie ökologisch vielfältige Gruppe. Im hier dargestellten Umfang sind sie eine monophyletische Gruppe. Die Beziehungen zwischen den einzelnen Gruppen sind noch unzureichend geklärt.
Die zur Unterklasse zählenden Ordnungen und Familien sind:
- Ordnung Catoscopiales
  - Familie Catoscopiaceae
- Ordnung Scouleriales
  - Familie Drummondiaceae
  - Familie Scouleriaceae
- Ordnung Bryoxiphiales
  - Familie Bryoxiphiaceae
- Ordnung Grimmiales
  - Familie Grimmiaceae
  - Familie Ptychomitriaceae
  - Familie Seligeriaceae
- Ordnung Archidiales
  - Familie Archidiaceae
- Ordnung Mitteniales
  - Familie Mitteniaceae
- Ordnung Dicranales
  - Familie Amphidiaceae
  - Familie Aongstroemiaceae
  - Familie Bruchiaceae
  - Familie Calymperaceae
  - Familie Dicranaceae
  - Familie Dicranellaceae
  - Familie Ditrichaceae
  - Familie Erpodiaceae
  - Familie Eustichiaceae
  - Familie Fissidentaceae
  - Familie Leucobryaceae
  - Familie Oncophoraceae
  - Familie Rhachistheciaceae
  - Familie Schistostegaceae
  - Familie Viridivelleraceae
  - Familie Wardiaceae
- Ordnung Pottiales
  - Familie Ephemeraceae
  - Familie Hypodontiaceae
  - Familie Pleurophascaceae
  - Familie Pottiaceae
  - Familie Serpotortellaceae